# Premi e nomination per Lost
La serie televisiva statunitense Lost, prodotta dal network ABC e mandata in onda a partire dal 22 settembre 2004, è stata candidata a diversi premi, tra i quali:
- 26 Primetime Emmy Award, di cui 11 vinti;
- 29 Teen Choice Awards;
- 39 Saturn Award, di cui 10 vinti;
- 11 Golden Reel Award, di cui 5 vinti;
- 10 Scream Award;
- 8 Satellite Award, di cui 1 vinto;
- 6 Golden Globe, di cui 1 vinto;
- 4 Writers Guild of America Award, di cui 1 vinto;
- 3 Directors Guild of America Award;
- 2 NAACP Image Award, di cui 1 vinto;
- 2 Screen Actors Guild Award, di cui 1 vinto;
- 1 BAFTA;
- 1 Peabody Award;

Diversi membri del suo ampio cast sono stati più volte candidati e premiati, Terry O'Quinn (John Locke) e Michael Emerson (Benjamin Linus) sono gli unici attori di Lost ad aver vinto un Premio Emmy per la loro interpretazione, mentre Matthew Fox (Jack Shephard) è stato candidato per quindici volte a diversi premi, seguito da Evangeline Lilly (Kate Austen), che ha totalizzato dodici nomination.
L'episodio pilota della serie è stato quello più candidato con ben quindici nomination, di cui 6 vinte, mentre al secondo posto vi è il finale della terza stagione Attraverso lo specchio, candidato a nove premi ma senza vincerne neanche uno. Ad aprile 2009, Lost è stato candidato per quasi duecento premi vincendone 49.

## Premi Emmy
| Anno | Categoria                                                                | Candidato/i | Episodio                                          | Risultato       |
| ---- | ------------------------------------------------------------------------ | --- | ------------------------------------------------- | --------------- |
| 2005 | Migliore serie drammatica                                                | J. J. Abrams, Damon Lindelof, Bryan Burk, Carlton Cuse, Jack Bender, David Fury, Jesse Alexander, Javier Grillo-Marxuach, Sarah Caplan, Leonard Dick, Jean Higgins                                                                 |                                                   | Vincitore/trice |
| 2005 | Migliore regia per una serie drammatica                                  | J. J. Abrams | Pilota                                            | Vincitore/trice |
| 2005 | Migliore attore non protagonista in una serie drammatica                 | Terry O'Quinn | La caccia e La falena                             | Candidato/a     |
| 2005 | Migliore attore non protagonista in una serie drammatica                 | Naveen Andrews | Solitudine e Il bene superiore                    | Candidato/a     |
| 2005 | Migliore sceneggiatura per una serie drammatica                          | J. J. Abrams, Damon Lindelof, Jeffrey Lieber | Pilota                                            | Candidato/a     |
| 2005 | Migliore sceneggiatura per una serie drammatica                          | David Fury | La caccia                                         | Candidato/a     |
| 2005 | Migliore composizione musicale per una serie drammatica                  | Michael Giacchino | Pilota                                            | Vincitore/trice |
| 2005 | Miglior montaggio video per una serie drammatica a camera singola        | Mary Jo Markey | Pilota                                            | Vincitore/trice |
| 2005 | Miglior missaggio audio per una serie a camera singola                   | Michael C. Moore, Scott Weber, Frank Morrone | Fuorilegge                                        | Candidato/a     |
| 2005 | Miglior montaggio sonoro per una serie televisiva                        | Thomas DeGorter, Christopher B. Reeves, Gabrielle Gilbert Reeves, Trevor Jolly, Paul Menichini, Roland N. Thai, Marc Glassman, Maciek Malish, Troy Allen, Stephen M. Davis, Patrick Cabral, Cynthia Merrill                        | Pilota, prima parte                               | Candidato/a     |
| 2005 | Migliori effetti visivi per una serie televisiva                         | Kevin Blank, Mitch Suskin, Archie Ahuna, Spencer Levy, Benoit Girard, Laurent M. Abecassis, Kevin Kutchaver, Steve Fong, Bob Lloyd                                                                                                 | Pilota                                            | Vincitore/trice |
| 2005 | Miglior casting per una serie drammatica                                 | April Webster, Mandy Sherman, Alyssa Weisberg, Veronica Collins |                                                   | Vincitore/trice |
| 2006 | Migliore regia per una serie drammatica                                  | Jack Bender | Si vive insieme, si muore soli                    | Candidato/a     |
| 2006 | Migliore attore ospite in una serie drammatica                           | Henry Ian Cusick | Si vive insieme, si muore soli                    | Candidato/a     |
| 2006 | Migliore sceneggiatura per una serie drammatica                          | Carlton Cuse, Damon Lindelof | Il salmo 23                                       | Candidato/a     |
| 2006 | Miglior casting per una serie drammatica                                 | April Webster, Veronica Collins, Mandy Sherman |                                                   | Candidato/a     |
| 2006 | Miglior fotografia per una serie a camera singola                        | Michael Bonvillain | Uomo di scienza, uomo di fede                     | Candidato/a     |
| 2006 | Miglior montaggio video per una serie drammatica a camera singola        | Sue Blainey, Stephen Semel, Sarah Boyd | Si vive insieme, si muore soli                    | Candidato/a     |
| 2006 | Miglior montaggio video per una serie drammatica a camera singola        | Sarah Boyd | Uno degli altri                                   | Candidato/a     |
| 2006 | Miglior missaggio audio per una serie a camera singola                   | David Yaffe, Sean Rush, Frank Morrone, Scott Weber | Si vive insieme, si muore soli                    | Candidato/a     |
| 2006 | Migliori effetti visivi per una serie televisiva                         | Kevin Blank, Mitch Suskin, Jay Worth, Scott Dewis, Steve Fong, Spencer Levy, Eric Chauvin, Archie Ahuna, Bob Lloyd | Si vive insieme, si muore soli                    | Candidato/a     |
| 2007 | Migliore regia per una serie drammatica                                  | Jack Bender | Attraverso lo specchio                            | Candidato/a     |
| 2007 | Migliore attore non protagonista in una serie drammatica                 | Terry O'Quinn | L'uomo di Tallahassee                             | Vincitore/trice |
| 2007 | Migliore attore non protagonista in una serie drammatica                 | Michael Emerson | L'uomo dietro le quinte                           | Candidato/a     |
| 2007 | Migliore sceneggiatura per una serie drammatica                          | Damon Lindelof, Carlton Cuse | Attraverso lo specchio                            | Candidato/a     |
| 2007 | Miglior montaggio video per una serie drammatica camera a camera singola | Stephen Semel, Mark Goldman, Henk Van Eeghen, Christopher Nelson | Attraverso lo specchio                            | Candidato/a     |
| 2007 | Miglior montaggio audio per una serie televisiva                         | Thomas DeGorter, Paula Fairfield, Carla Murray, Maciek Malish, Jay Keiser, Joseph Schultz, Geordy Sincavage, Alex Levy, Doug Reed, Cynthia Merrill                                                                                 | Storia di due città                               | Candidato/a     |
| 2008 | Migliore serie drammatica                                                | J. J. Abrams, Damon Lindelof, Carlton Cuse, Bryan Burk, Jack Bender, Edward Kitsis, Ra’uf Glasgow, Adam Horowitz, Drew Goddard, Stephen Williams, Jean Higgins, Elizabeth Sarnoff, Pat Churchill                                   |                                                   | Candidato/a     |
| 2008 | Migliore attore non protagonista in una serie drammatica                 | Michael Emerson | Cambio delle regole                               | Candidato/a     |
| 2008 | Miglior fotografia per una serie di un'ora                               | John S. Bartley | La costante                                       | Candidato/a     |
| 2008 | Miglior composizione musicale per una serie televisiva                   | Michael Giacchino | La costante                                       | Candidato/a     |
| 2008 | Miglior montaggio video per una serie drammatica a camera singola        | Henk Van Eeghen, Robert Florio, Mark Goldman, Stephen Semel | Casa dolce casa, seconda e terza parte            | Candidato/a     |
| 2008 | Miglior montaggio sonoro per una serie televisiva                        | Thomas DeGorter, Paula Fairfield, Carla Murray, Maciek Malish, Jay Keiser, Joseph Schultz, James Bailey, Cynthia Merril, Alex Levy, Geordy Sincavage                                                                               | Cambio delle regole                               | Candidato/a     |
| 2008 | Miglior missaggio audio per una serie di un'ora                          | Robert J. Anderson Jr., Frank Morrone, Scott Weber | Vi presento Kevin Johnson                         | Vincitore/trice |
| 2008 | Miglior special class program                                            | Damon Lindelof, Carlton Cuse, Barry Jossen | Lost: Missing Pieces                              | Candidato/a     |
| 2009 | Miglior serie drammatica                                                 | J. J. Abrams, Jack Bender, Bryan Burk, Carlton Cuse, Ra'uf Glasgow, Adam Horowitz, Edward Kitsis, Damon Lindelof, Jean Higgins, Elizabeth Sarnoff, Stephen Williams, Paul Zbyszewski, Pat Churchill, Brian K. Vaughan              |                                                   | Candidato/a     |
| 2009 | Migliore attore non protagonista in una serie drammatica                 | Michael Emerson | Ciò che è morto è morto                           | Vincitore/trice |
| 2009 | Migliore sceneggiatura per una serie drammatica                          | Damon Lindelof, Carlton Cuse | L'incidente                                       | Candidato/a     |
| 2009 | Miglior missaggio audio per una serie di un'ora                          | Robert J. Anderson Jr., Frank Morrone, Scott Weber, Ken King | L'incidente                                       | Candidato/a     |
| 2009 | Miglior montaggio video per una serie drammatica a camera singola        | Stephen Semel, Mark Goldman, Christopher Nelson | L'incidente                                       | Candidato/a     |
| 2009 | Riconoscimento creativo per l'interattività media-fiction                | The Dharma Initiative (DharmaWantsYou.com) |                                                   | Vincitore/trice |
| 2010 | Miglior serie drammatica                                                 | J. J. Abrams, Damon Lindelof, Carlton Cuse, Edward Kitsis, Ra'uf Glasgow, Adam Horowitz, Elizabeth Sarnoff, Jack Bender, Bryan Burk, Jean Higgins, Paul Zbyszewski, Melinda Hsu Taylor                                             |                                                   | Candidato/a     |
| 2010 | Miglior attore protagonista in una serie drammatica                      | Matthew Fox | La fine                                           | Candidato/a     |
| 2010 | Miglior attore non protagonista in una serie drammatica                  | Terry O'Quinn | Il sostituto                                      | Candidato/a     |
| 2010 | Miglior attore non protagonista in una serie drammatica                  | Michael Emerson | Dottor Linus                                      | Candidato/a     |
| 2010 | Migliore attrice ospite in una serie drammatica                          | Elizabeth Mitchell | La fine                                           | Candidato/a     |
| 2010 | Migliore regia per una serie drammatica                                  | Jack Bender | La fine                                           | Candidato/a     |
| 2010 | Migliore sceneggiatura per una serie drammatica                          | Damon Lindelof, Carlton Cuse | La fine                                           | Candidato/a     |
| 2010 | Miglior direzione artistica per una serie a camera singola               | Zack Grobler, Matthew C. Jacobs, Carol Bayne Kelley | Ab aeterno                                        | Candidato/a     |
| 2010 | Miglior montaggio video per una serie drammatica a camera singola        | Stephen Semel, Mark Goldman, Christopher Nelson, Henk Van Eeghen | La fine                                           | Vincitore/trice |
| 2010 | Miglior montaggio sonoro per una serie televisiva                        | Thomas DeGorter, Joe Schultz, Paula Fairfield, Carla Murray, Maciek Malish, Lloyd Jay Kieser, Geordy Sincavage, Mark Allen, Bob Kellough, Christopher B. Reeves, Gabrielle Gilbert Reeves, Alex Levy, Adam De Coster, James Bailey | La fine                                           | Candidato/a     |
| 2010 | Miglior missaggio audio per una serie di un'ora                          | Robert J. Anderson Jr., Frank Morrone, Scott Weber, Ken King | La fine                                           | Candidato/a     |
| 2010 | Miglior composizione musicale per una serie televisiva                   | Michael Giacchino | La fine                                           | Candidato/a     |
| 2010 | Miglior special class program                                            | Christopher J. Powers, Agnes Chu, Greggory Nations | Mysteries of the Universe - The Dharma Initiative | Candidato/a     |

## Golden Globe
| Anno | Categoria                                    | Candidato/i      | Risultato       |
| ---- | -------------------------------------------- | ---------------- | --------------- |
| 2005 | Miglior serie drammatica                     |                  | Candidato/a     |
| 2006 | Miglior serie drammatica                     |                  | Vincitore/trice |
| 2006 | Miglior attore in una serie drammatica       | Matthew Fox      | Candidato/a     |
| 2006 | Miglior attore non protagonista in una serie | Naveen Andrews   | Candidato/a     |
| 2007 | Miglior serie drammatica                     |                  | Candidato/a     |
| 2007 | Miglior attrice in una serie drammatica      | Evangeline Lilly | Candidato/a     |
| 2010 | Miglior attore non protagonista in una serie | Michael Emerson  | Candidato/a     |

## Saturn Award
| Anno | Categoria                                                | Candidato/i                             | Risultato       |
| ---- | -------------------------------------------------------- | --------------------------------------- | --------------- |
| 2005 | Migliore serie televisiva                                |                                         | Vincitore/trice |
| 2005 | Miglior attore in una serie televisiva                   | Matthew Fox                             | Candidato/a     |
| 2005 | Migliore attrice in una serie televisiva                 | Evangeline Lilly                        | Candidato/a     |
| 2005 | Miglior attore non protagonista in una serie televisiva  | Dominic Monaghan                        | Candidato/a     |
| 2005 | Miglior attore non protagonista in una serie televisiva  | Terry O'Quinn                           | Vincitore/trice |
| 2006 | Migliore serie televisiva                                |                                         | Vincitore/trice |
| 2006 | Miglior attore in una serie televisiva                   | Matthew Fox                             | Vincitore/trice |
| 2006 | Miglior attrice in una serie televisiva                  | Evangeline Lilly                        | Candidato/a     |
| 2006 | Miglior attore non protagonista in una serie televisiva  | Adewale Akinnuoye-Agbaje                | Candidato/a     |
| 2006 | Miglior attore non protagonista in una serie televisiva  | Terry O'Quinn                           | Candidato/a     |
| 2006 | Miglior attrice non protagonista in una serie televisiva | Michelle Rodriguez                      | Candidato/a     |
| 2006 | Migliore edizione in DVD di una serie televisiva         | Prima stagione                          | Vincitore/trice |
| 2007 | Migliore serie televisiva                                |                                         | Candidato/a     |
| 2007 | Miglior attore in una serie televisiva                   | Matthew Fox                             | Candidato/a     |
| 2007 | Miglior attrice in una serie televisiva                  | Evangeline Lilly                        | Candidato/a     |
| 2007 | Miglior attore non protagonista in una serie televisiva  | Michael Emerson                         | Candidato/a     |
| 2007 | Miglior attore non protagonista in una serie televisiva  | Josh Holloway                           | Candidato/a     |
| 2007 | Miglior attrice non protagonista in una serie televisiva | Elizabeth Mitchell                      | Candidato/a     |
| 2007 | Migliore edizione in DVD di una serie televisiva         | Seconda stagione                        | Candidato/a     |
| 2008 | Migliore serie televisiva                                |                                         | Vincitore/trice |
| 2008 | Miglior attore in una serie televisiva                   | Matthew Fox                             | Vincitore/trice |
| 2008 | Miglior attrice in una serie televisiva                  | Evangeline Lilly                        | Candidato/a     |
| 2008 | Miglior attore non protagonista in una serie televisiva  | Michael Emerson                         | Vincitore/trice |
| 2008 | Miglior attore non protagonista in una serie televisiva  | Josh Holloway                           | Candidato/a     |
| 2008 | Miglior attore non protagonista in una serie televisiva  | Terry O'Quinn                           | Candidato/a     |
| 2008 | Miglior attrice non protagonista in una serie televisiva | Elizabeth Mitchell ex aequo Summer Glau | Vincitore/trice |
| 2008 | Migliore edizione in DVD di una serie televisiva         | Terza stagione                          | Candidato/a     |
| 2009 | Migliore serie televisiva                                |                                         | Vincitore/trice |
| 2009 | Miglior attore in una serie televisiva                   | Matthew Fox                             | Candidato/a     |
| 2009 | Miglior attrice in una serie televisiva                  | Evangeline Lilly                        | Candidato/a     |
| 2009 | Miglior attore non protagonista in una serie televisiva  | Henry Ian Cusick                        | Candidato/a     |
| 2009 | Miglior attore non protagonista in una serie televisiva  | Michael Emerson                         | Candidato/a     |
| 2009 | Miglior attore non protagonista in una serie televisiva  | Josh Holloway                           | Candidato/a     |
| 2009 | Miglior attrice non protagonista in una serie televisiva | Yunjin Kim                              | Candidato/a     |
| 2009 | Miglior attrice non protagonista in una serie televisiva | Elizabeth Mitchell                      | Candidato/a     |
| 2009 | Miglior guest star in una serie televisiva               | Alan Dale                               | Candidato/a     |
| 2009 | Miglior guest star in una serie televisiva               | Kevin Durand                            | Candidato/a     |
| 2009 | Miglior guest star in una serie televisiva               | Sonya Walger                            | Candidato/a     |
| 2009 | Miglior edizione in DVD di una serie televisiva          | Quarta stagione                         | Candidato/a     |
| 2010 | Migliore serie televisiva                                |                                         | Vincitore/trice |
| 2010 | Miglior attore in una serie televisiva                   | Matthew Fox                             | Candidato/a     |
| 2010 | Miglior attore in una serie televisiva                   | Josh Holloway                           | Vincitore/trice |
| 2010 | Miglior attrice in una serie televisiva                  | Evangeline Lilly                        | Candidato/a     |
| 2010 | Miglior attore non protagonista in una serie televisiva  | Jeremy Davies                           | Candidato/a     |
| 2010 | Miglior attore non protagonista in una serie televisiva  | Michael Emerson                         | Candidato/a     |
| 2010 | Miglior attrice non protagonista in una serie televisiva | Elizabeth Mitchell                      | Candidato/a     |
| 2010 | Miglior guest star in una serie televisiva               | Mark Pellegrino                         | Candidato/a     |
| 2010 | Miglior edizione in DVD di una serie televisiva          | Quinta stagione                         | Vincitore/trice |

## Satellite Award
| Anno | Categoria                                                                         | Candidato/i      | Risultato       |
| ---- | --------------------------------------------------------------------------------- | ---------------- | --------------- |
| 2004 | Miglior serie drammatica                                                          |                  | Candidato/a     |
| 2004 | Miglior attrice in una serie drammatica                                           | Evangeline Lilly | Candidato/a     |
| 2004 | Miglior attore in una serie drammatica                                            | Matthew Fox      | Vincitore/trice |
| 2005 | Miglior serie drammatica                                                          |                  | Candidato/a     |
| 2005 | Miglior edizione in DVD di un programma televisivo                                | Prima stagione   | Candidato/a     |
| 2006 | Miglior attore non protagonista in una serie drammatica                           | Michael Emerson  | Candidato/a     |
| 2007 | Miglior attore non protagonista in una serie, miniserie o film per la televisione | Michael Emerson  | Candidato/a     |
| 2007 | Miglior edizione in DVD di un programma televisivo                                | Terza stagione   | Candidato/a     |

## Television Critics Association Awards
| Anno | Categoria                                       | Candidato             | Risultato       |
| ---- | ----------------------------------------------- | --------------------- | --------------- |
| 2005 | Miglior nuovo programma                         |                       | Vincitore/trice |
| 2005 | Miglior serie drammattica                       |                       | Vincitore/trice |
| 2005 | Programma dell'anno                             |                       | Candidato/a     |
| 2005 | Miglior interpretazione in una serie drammatica | Matthew Fox           | Candidato/a     |
| 2006 | Miglior serie drammatica                        |                       | Vincitore/trice |
| 2006 | Programma dell'anno                             |                       | Candidato/a     |
| 2007 | Miglior serie drammatica                        |                       | Candidato/a     |
| 2008 | Programma dell'anno                             |                       | Candidato/a     |
| 2008 | Miglior serie drammatica                        |                       | Candidato/a     |
| 2009 | Programma dell'anno                             |                       | Candidato/a     |
| 2009 | Miglior serie drammatica                        |                       | Candidato/a     |
| 2010 | Programma dell'anno                             |                       | Candidato/a     |
| 2010 | Miglior serie drammatica                        | ex aequo Breaking Bad | Vincitore/trice |
| 2010 | Heritage Award                                  |                       | Candidato/a     |

## Writers Guild of America Award
| Anno | Categoria                                              | Candidati | Episodio          | Risultato       |
| ---- | ------------------------------------------------------ | --- | ----------------- | --------------- |
| 2006 | Miglior sceneggiatura televisiva - Serie drammatica    | J. J. Abrams, Kim Clements, Carlton Cuse, Leonard Dick, Paul Dini, Brent Fletcher, David Fury, Drew Goddard, Javier Grillo-Marxuach, Adam Horowitz, Jennifer Johnson, Christina M. Kim, Edward Kitsis, Jeffrey Lieber, Damon Lindelof, Lynne E. Litt, Monica Macer, Steven Maeda, Elizabeth Sarnoff, Janet Tamaro, Christian Taylor, Craig Wright |                   | Vincitore/trice |
| 2007 | Miglior sceneggiatura televisiva - Serie drammatica    | J. J. Abrams, Monica Breen, Carlton Cuse, Leonard Dick, Drew Goddard, Javier Grillo-Marxuach, Adam Horowitz, Dawn Lambertsen-Kelly, Christina M. Kim, Edward Kitsis, Damon Lindelof, Steven Maeda, Jeff Pinkner, Matt Ragghianti, Elizabeth Sarnoff, Alison Schapker                                                                              |                   | Candidato/a     |
| 2007 | Miglior sceneggiatura televisiva - Episodio drammatico | Elizabeth Sarnoff, Christina M. Kim | Due per la strada | Candidato/a     |
| 2008 | Miglior sceneggiatura televisiva - Episodio drammatico | Damon Lindelof, Drew Goddard | Déjà vu           | Candidato/a     |
| 2009 | Miglior sceneggiatura televisiva - Serie drammatica    | Carlton Cuse, Drew Goddard, Adam Horowitz, Christina M. Kim, Edward Kitsis, Damon L. Lindelof, Greggory Nations, Kyle Pennington, Elizabeth Sarnoff, Brian K. Vaughan |                   | Candidato/a     |
| 2010 | Miglior sceneggiatura televisiva - Serie drammatica    | Carlton Cuse, Adam Horowitz, Melinda Hsu, Edward Kitsis, Damon Lindelof, Greggory Nations, Kyle Pennington, Elizabeth Sarnoff, Brian K. Vaughan, Paul Zbyszewski |                   | Candidato/a     |
| 2011 | Miglior sceneggiatura televisiva - Episodio drammatico | Carlton Cuse, Damon Lindelof | La fine           | Candidato/a     |

## Golden Reel Awards
| Anno | Categoria                                                                                              | Candidato/i | Episodio               | Risultato       |
| ---- | --- | --- | ---------------------- | --------------- |
| 2005 | Miglior montaggio sonoro in un programma televisivo di breve durata - Dialoghi e post-sincronizzazione | Thomas DeGorter, Trevor Jolly, Christopher B. Reeves, Gabrielle Gilbert Reeves, Troy Allen                                 | Pilota, prima parte    | Vincitore/trice |
| 2005 | Miglior montaggio sonoro in un programma televisivo di breve durata - Effetti sonori e rumori          | Thomas DeGorter, Trevor Jolly, Paul Menichini, Roland N. Thai, Marc Glassman                                               | Pilota, prima parte    | Vincitore/trice |
| 2006 | Miglior montaggio sonoro in un programma televisivo di breve durata - Dialoghi e post-sincronizzazione | Trevor Jolly, Thomas DeGorter, Maciek Malish, Jay Keiser                                                                   | Gli altri 48 giorni    | Candidato/a     |
| 2007 | Miglior montaggio sonoro in un programma televisivo di breve durata - Effetti sonori e rumori          | Thomas DeGorter, Paula Fairfield, Carla Murray, Cynthia Merrill, Doug Reed                                                 | Storia di due città    | Vincitore/trice |
| 2007 | Miglior montaggio sonoro in un programma televisivo di breve durata - Dialoghi e post-sincronizzazione | Thomas DeGorter, Jay Keiser, Maciek Malish                                                                                 | Ulteriori istruzioni   | Candidato/a     |
| 2008 | Miglior montaggio sonoro in un programma televisivo di lunga durata - Dialoghi e post-sincronizzazione | Thomas DeGorter, Maciek Malish, Jay Keiser, Christopher B. Reeves, Gabrielle Gilbert Reeves, Thomas A. Harris, Scott Weber | Attraverso lo specchio | Candidato/a     |
| 2008 | Miglior montaggio sonoro in un programma televisivo di breve durata - Dialoghi e post-sincronizzazione | Thomas DeGorter, Maciek Malish, Jay Keiser, Scott Weber                                                                    | Greatest Hits          | Candidato/a     |
| 2008 | Miglior montaggio sonoro in un programma televisivo di lunga durata - Effetti sonori e rumori          | Thomas DeGorter, Paula Fairfield, Carla Murray, Joseph Schultz, Geordy Sincavage, Scott Weber, Cynthia Merrill, Doug Reed  | Attraverso lo specchio | Candidato/a     |
| 2008 | Miglior montaggio sonoro in un programma televisivo di breve durata - Effetti sonori e rumori          | Thomas DeGorter, Paula Fairfield, Carla Murray, Joseph Schultz, Geordy Sincavage, Scott Weber, Cynthia Merrill, Doug Reed  | Abbandonate            | Vincitore/trice |
| 2009 | Miglior montaggio sonoro in un programma televisivo di breve durata - Dialoghi e post-sincronizzazione | Thomas DeGorter, Maciek Malish, Jay Keiser                                                                                 | Morte accertata        | Vincitore/trice |
| 2009 | Miglior montaggio sonoro in un programma televisivo di breve durata - Effetti sonori e rumori          | Thomas DeGorter, Paula Fairfield, Carla Murray, Joseph Schultz, Geordy Sincavage, Cynthia Merrill, James Bailey            | Cambio delle regole    | Candidato/a     |
| 2010 | Miglior montaggio sonoro in un programma televisivo di breve durata - Dialoghi e post-sincronizzazione | | Il piccolo principe    | Candidato/a     |

## Doppiaggio

### Gran premio internazionale del doppiaggio
| Anno | Categoria                | Candidato/i | Risultato       |
| ---- | ------------------------ | ----------- | --------------- |
| 2007 | Miglior serie televisiva |             | Vincitore/trice |
| 2010 | Miglior serie televisiva |             | Vincitore/trice |